# Marsall László
Marsall László (Szeged, 1933. november 3. – Budapest, 2013. június 25.) Kossuth-díjas magyar költő, a Digitális Irodalmi Akadémia tagja. Költeményei a korszak sajátosan megélt és feldolgozott lenyomatai, a 20. század második felének és a 21. század elejének egyik jelentős magyar költője.

## Életútja, munkássága
Szülei Orosházán, majd Békésen éltek, ahol atyja főszolgabírói beosztásban dolgozott, anyja tanítóképzőt végzett. Marsall László elemi iskoláit Békésen, a gimnáziumot rövid ideig Orosházán végezte, majd a budapesti Werbőczy Gimnáziumban tanult, s itt tett érettségi vizsgát jeles eredménnyel. Felsőfokú tanulmányokat az ELTE matematika-fizika szakán folytatott, de tanulmányait három év múltán abbahagyta, már csak azokra az órákra járt be, amelyek érdekelték.
Weöres Sándor segítette költői pályakezdését, ő volt a mestere. Alkalmi munkákból élt, majd bekerült a Magyar Rádióhoz, ahol 1957-1967 között külső munkatárs volt, majd 1967-től az irodalmi osztály belső munkatársaként működött. 1971 óta szellemi szabadfoglalkozású költő. Első verseskötete, a Vízjelek c. megkésetten jelent meg, de ennek volt egy nagy nyeresége is, egyből kialakult költői személyiséggel és módszeresen szerkesztett verseskönyvvel állt a nyilvánosság elé. Már az első két verskötete nagy feltűnést keltett, ezen kötetekre vonatkozóan idézünk Parancs János kritikájából részletet:

„Marsall László a magányos vállalkozás konok hőseitől: Bolyai Jánostól, Kőrösi Csomától, Csontvárytól vagy éppen Blake-től és Rimbaud-tól vár biztató példát. A "belső kör": a személyiség mélyén ható tapasztalat felkutatásában és leképezésében talál feladatot. Az önvizsgálat és önértelmezés pihenőt nem ismerő munkája állandó költői, nyelvi és formai kísérletekre vezet. A Vízjelek versanyaga a modern költészet formatervező lázában született. Marsall László sorra tesz próbát a régi magyar vers, a "nyugatos" hagyomány, az avantgarde, a prózavers és a bonyolult nyelvi struktúrák lehetőségével. Nemcsak a klasszikus formákat bontja fel, hanem a versmondatot is, a Celan-féle "rács-költészet" pszeudo-grammatikai alakzataival kísérletezik.

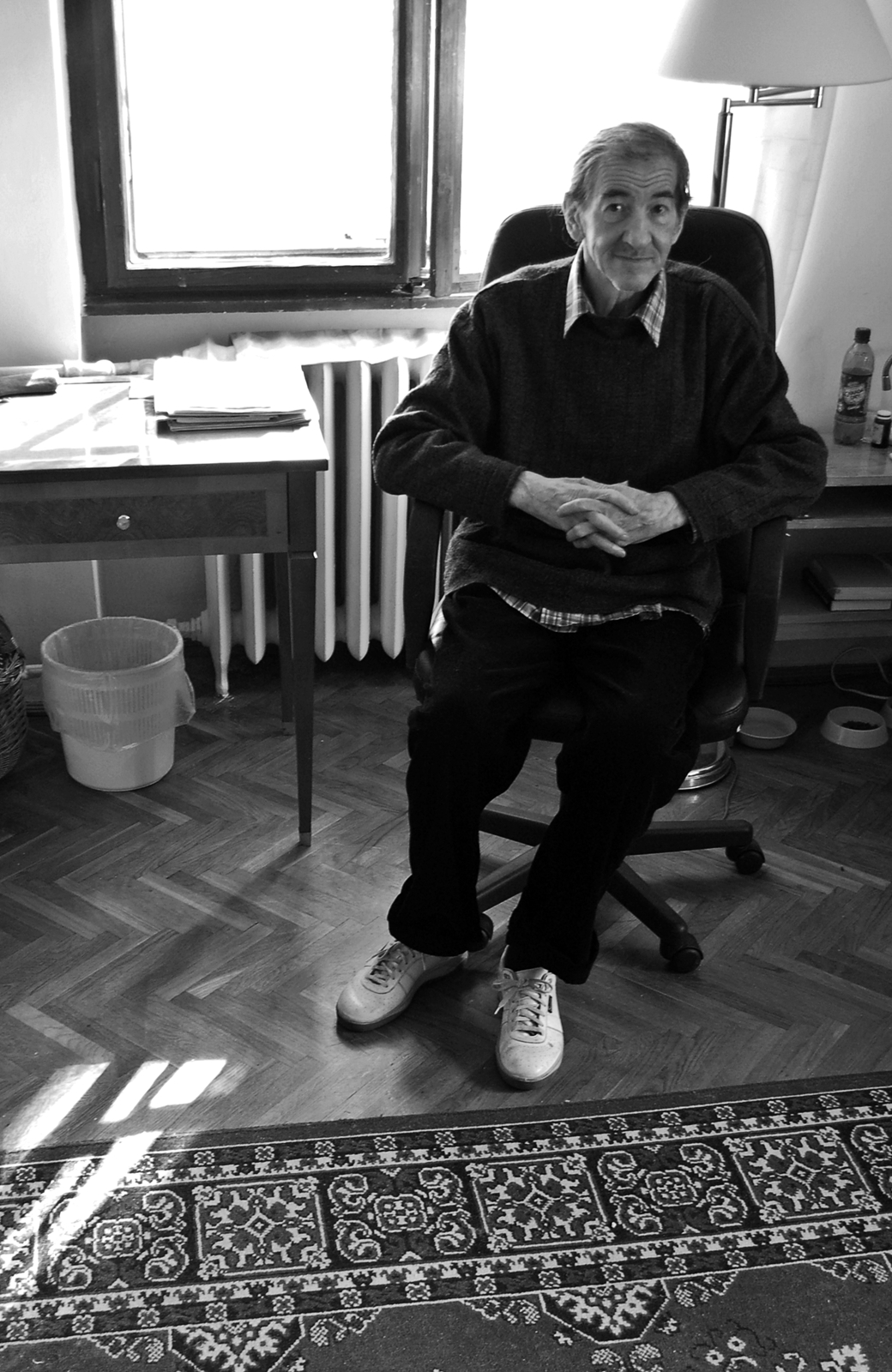
2010-ben (Stekovics Gáspár felvétele

A nyelvi struktúrák építése során nemegyszer matematikai módszerekkel él, a formális logikát és a szemiotikát is bevonja a műhely körébe. Olyan formaalkotó elvet keres, amely hite szerint szüntelenül tágítja a költői nyelv lehetőségeit. Szerelem alfapont (1977) című kötete az alkotó tevékenység központjába állítja a személyes nyelvi struktúrát, logikai eljárásokat. A kötet elsőrendű élményforrása a szerelem: a testi szenvedély, az érzékek boldog mámora, amely kendőzetlen erotikában és kihívó érzékiségben jelentkezik. A szerelmi elragadtatás, a nyíltan megmutatkozó szenvedély látszólag tagolatlan kifejezésre, a grammatikai szerkezet állandó megtörésére vezet. A Zene a dobhártya mögött és az Amatores te salutant című költemények tanúsága szerint a szenvedély mindent: formát, versmondatot és ritmust magával sodor. A szövegnek éppen a töredezettség és diszkontinuitás ad lélektani hitelességet, egyszersmind művészi erőt. A szerkezet és a nyelv "lerombolása" ezúttal korántsem ösztönös, ellenkezőleg: műves lelemény. Ezt igazolja a szóképek erőteljes kidolgozása is. A költő, a látszattal ellentétben, nem bízza magát pusztán az elragadtatásra. A kompozicionális, valamint grammatikai fellazulás és a tisztán kidolgozott képanyag különös feszültséggel tölti meg a verset: ez a feszültség szabja meg költői hatását s erejét.”
További kötetei folyamatosan jelentek meg, valamennyi kiérlelt tartalmi és formai megújulást jelez, individuális küzdelmei együtt lüktetnek az őt körülvevő közösség megtorpanásaival, fájdalmaival, örömeivel, aggodalmaival és reményeivel. Költői érzékenysége, alkotói ereje és lendülete töretlen. Festészettel, grafikával, színmű-, rádiójáték és forgatókönyv írásával is foglalkozott, 2000 óta a Magyar Művészeti Akadémia tagja.

## Sporttevékenysége
17 évig I. osztályú röplabda-csapatban játszott.

## Családja
Négyszer házasodott meg. Első felesége Barth Mária volt, akivel 1956 decemberétől 1960-ig élt együtt, 1963-ban váltak el. Második felesége Borlói Katalin, házasságukból két gyermek született: Balázs (1965–1983) és László (1968–). Második feleségétől 1974-ben vált el. 1976 és 1986 között volt felesége Vasas Ágnes. Domokos Kinga 1987-től élettársa, majd 1995-től haláláig negyedik felesége volt.

## Kötetei (válogatás)

### Versek
- Vízjelek. Budapest : Szépirodalmi K., 1970.
- Szerelem alfapont. Budapest : Szépirod. K., 1977.
- Portáncfigurák. Budapest : Szépirod. K., 1980.
- Egy világ mintája. Budapest : Szépirod. K., 1987.
- Negyvenegy öregek. Ill. Orosz János. Budapest : Magvető, 1988.
- Holdraforgó : válogatott versek. Budapest : Orpheusz, 1991. (Orpheusz könyvek).
- Város papírmadárból. Budapest : Cédrus, 1993.
- Pókhálófüggvények. Budapest : Nap, 1998.
- A megpördített orsó. Budapest : Kortárs, 2001.
- Szélketrec : megjelent és meg nem jelent versek. Budapest : Orpheusz, 2002.
- Holnapután? : [új versek]. Budapest : Széphalom Könyvműhely, 2005.
- A világba ágazó ember. Kiadatlan versek és dokumentumok; vál., szerk. Domokos Kinga; Széphalom Könyvműhely, Bp., 2015

### Színművek és vegyes műfaj
- Tatus és szörnyei : színművek. [Budapest] : Orpheusz, 1999. (Orpheusz könyvek).
- Szikrák és tövisek : [versek, rádiójátékok, prózai írások]. Budapest : Széphalom Könyvműhely, 2008.

## Díjak, elismerések (válogatás)
- József Attila-díj (1984)
- Déry Tibor-díj (1991)
- A Magyar Köztársasági Érdemrend kiskeresztje (1994)
- Kossuth-díj (2002)
- Kortárs-díj (2003)
- Arany János-díj (2008)